# Сиротенко, Фёдор Петрович
Сиротенко Фёдор Петрович (1893, Сумская область — 17 июля 1972, Кривой Рог, Днепропетровская область) — военный деятель. Кавалер ордена Красного Знамени РСФСР (1922).

## Биография
Родился в 1893 году на территории нынешней Сумской области.
Образование среднее. С 1910 года работал на сахарном заводе.
Участник Гражданской войны. В 1919—1921 годах — полусотник 43-го кавалерийского полка, сотник 1-го полка Червонного казачества. Участвовал в боях и походах.
В 1923—1933 годах — в сахарной промышленности. До 1945 года — начальник транспортного цеха Мулловского спиртового комбината (Мулловка, Ульяновская область).
С 1969 года жил в городе Кривой Рог, где умер 17 июля 1972 года.

## Награды
- Дважды[1] орден Красного Знамени РСФСР (1922[2]).